# 積公式
数学の代数的整数論における積公式（せきこうしき、英: product formula）は、与えられた数体における全ての絶対値を結びつけるものである。
有理数体 ℚ に対しては、{\displaystyle \prod _{p}{\mathopen {|}}x{\mathclose {|}}_{p}=1\qquad (\forall x\in \mathbb {Q} ^{*})} となるという意味において積公式が成り立つ。ただし、上記の積は p が任意の素数または ∞ を亙る範囲でとるものとし、各 |•|p は p が素数のとき p-進絶対値、p = ∞ のとき通常の絶対値を表すものとする。上記の式は自然な仕方で代数体へ一般化することができる。

## 注